# AW II
Toto album obsahuje druhou část nahrávek projektu Ataxia (John Frusciante, Joe Lally a Josh Klinghoffer). Všechny skladby byly nahrány společně se skladbami z prvního alba Automatic Writing, které bylo vydané v roce 2004. To, že nahrávky navazují na sérii posledních šesti alb, lze usuzovat i podle obalu nové desky. Oficiální datum vydání alba bylo stanoveno na 29. květen 2007.

## Seznam písní
1. Attention – 4:09
2. Union – 6:18
3. Hands – 11:46
4. The Soldier – 4:39
5. The Empty's Response – 10:03